# アンティオコス13世
アンティオコス13世アジアティコス（ギリシア語: Αντίοχος ΙΓ' Ασιατικός、? - 紀元前64年）は、セレウコス朝シリアの王（在位：紀元前69年 - 紀元前64年）。アンティオコス10世エウセベスとクレオパトラ・セレネ1世の子。セレウコス朝の最後から2番目の王。

## 生涯
紀元前92年から紀元前83年頃に父エウセベスがパルティアとの戦いで死亡し、息子アジアティコスが後を継ぐと、母セレネが実権を持つようになった。アルメニア王ティグラネス2世（シリア王としては同1世）が紀元前83年にシリアを征服した後の紀元前75年、セレネとその息子たちはローマに赴き、息子をエジプト王として認めるよう求めたが、これには失敗した。しかし、「王国を支配する」、「シリアの王」としては認められ、紀元前73年にシリアに戻った。結局母はティグラネスに捕えられて殺害されるが、紀元前69年にローマのルキウス・リキニウス・ルクッルスがティグラネスをティグラノケルタの戦いで撃破し、シリア王としてアジアティコスを据えた。
アジアティコスはとの支配権争いが続き、弱体な政権に過ぎなかった。ほどなくして紀元前64年、アジアティコスはローマのグナエウス・ポンペイウスにより廃位され、エメサの支配者であったサンプシケラモス1世に殺害された。この死をもってセレウコス朝シリアは滅亡したとされてきたが、アジアティコスと支配権争いをしており、近い時期に廃位されたフィリッポス2世フィロロマイオスはその後に生存が確認されており、また兄弟のセレウコス7世フィロメトルは、エジプトのベレニケ4世と短期間結婚しており紀元前58年に死亡した、セレウコス・キビオサクテスと同一人物の可能性がある。いずれにせよアジアティコスとフィロッポスの廃位以降、シリアはローマのシリア属州となり、総督が派遣されるようになる。